# Acropora austera
Acropora austera är en korallart som först beskrevs av James Dwight Dana 1846.  Acropora austera ingår i släktet Acropora och familjen Acroporidae. IUCN kategoriserar arten globalt som nära hotad. Inga underarter finns listade i Catalogue of Life.